# Balajnac (Merošina)
Pour les articles homonymes, voir Balajnac.
Balajnac (en serbe cyrillique : Балајнац) est une localité de Serbie située dans la municipalité de Merošina, district de Nišava. Au recensement de 2011, elle comptait 1 253 habitants.
Balajnac, officiellement classé parmi les villages de Serbie, est également connu sous le nom de Balajinac.

## Démographie

### Évolution historique de la population
| 1948  | 1953  | 1961  | 1971  | 1981  | 1991  | 2002  | 2011  |
| ----- | ----- | ----- | ----- | ----- | ----- | ----- | ----- |
| 1 397 | 1 456 | 1 334 | 1 333 | 1 298 | 1 249 | 1 263 | 1 253 |

|  |